# Chromodoris tenuilinearis
Chromodoris tenuilinearis is een slakkensoort uit de familie van de Chromodorididae. De wetenschappelijke naam van de soort is voor het eerst geldig gepubliceerd in 1905 door Farran.